# هالنزه
هالنزه (به آلمانی: Berlin-Halensee) یک منطقهٔ مسکونی در آلمان است که در Charlottenburg-Wilmersdorf واقع شده‌است. هالنزه ۱۲٬۶۱۴ نفر جمعیت دارد.